# Masia de Carro
La Masia de Carro és un monument del municipi de Vilanova i la Geltrú (Garraf) protegit com a bé cultural d'interès local. Està situada al costat de la carretera de Sant Pere de Ribes.

## Descripció
El conjunt està format per diverses edificacions adossades a un cos principal, de planta rectangular, amb planta baixa, un pis i golfes, i coberta a dues vessants paral·lela a la línia de façana. La façana principal presenta, a la planta baixa, una porta d'accés d'arc de mig punt dovellat de pedra i una finestra a la dreta d'estil renaixentista, amb decoració escultòrica i una reixa de protecció. Aquesta planta es completa amb una obertura rectangular. Al primer pis hi ha dues finestres allindanades i a les golfes nou obertures d'arc rebaixat. La façana és decorada amb un rellotge de sol. La torratxa té base quadrada i coberta en forma de pavelló.

## Història
L'origen d'aquesta masia es pot situar al segle xii, ja que es troba documentada des d'aquest període com a pertanyent al terme de ribes i propietat del senyor Miquel de Carro. Al 1725, està documentada com a propietaria, Maria Alegret, vídua de Miquel Alegret, mestressa de Carro, la filla de la qual es casà el 1715 amb Francesc Ballester. Al 1739, era propietat de Francesc Ballester de Carro. Al llarg dels anys s'hi ha anat realitzant nombroses obres de remodelació i ampliació, com el finestral de pedra, que segurament procedeix d'una altra construcció, o la torratxa, elevada al segle xix.
La casa va ser lloada per Enric C. Ricart (1915) i pintada per Joaquim Mir (1928).